# Weight Gain 4000
"Weight Gain 4000" er det andet afsnit af den første sæson af den animerede tv-serie South Park. Det blev oprindeligt sendt på Comedy Central i USA den 20. august 1997. I afsnittet forbereder beboerne i South Park sig glædeligt til et besøg af kendissen Kathie Lee Gifford, som skolelærer Mr. Garrison har planer om at snigmyrde på grund af problemer fra barndommen. I mellemtiden er Cartman blevet ekstremt fed efter at have købt Weight Gain 4000, et bodybuilding-supplement.   
Afsnittet er skrevet og instrueret af seriens skabere Trey Parker og Matt Stone og "Weight Gain 4000" blev vurderet til at være TV-MA i USA, svarende til at man skal være over 17 for at se det. Efter pilot-afsnittet af South Park, "Cartman Gets an Anal Probe", gav dårlige resultater hos testpublikummet, bad Comedy Central om endnu et manuskript for et afsnit mere, inden de besluttede sig til om de ville have en hel serie. Det resulterende manuskript hjalp kanalen til at vælge serien. Det var også det første South Park-afsnit der blev lavet fuldstændigt ved hjælp af computere, i stedet for pap. 
Selvom nogle kritikere kritiserede afsnittet for dets sjofelhed og andet materiale blev kaldt krækende på den tid hvor afsnittet første gang blev vist, mente flere andre at "Weight Gain 4000" var en signifikant forbedring fra pilotafsnittet, især det satiriske element vedrørende den amerikanske forbrugerisme. Afsnittet introducerede figurer såsom Jimbo Kern, Mayor McDaniels, Bebe Stevens og Clyde Donovan. Seriens fremstilling af Kathie Lee Gifford var den første gang en kendis blev gjort til grin i South Park. Cartmans replik "Beefcake" blev en af de meste populære slagord fra serien.

## Plot
I begyndelsen af afsnittet annonceren læreren Mr. Garrison at tredjeklasseseleven Eric Cartman har vundet South Park Elementarys "Red Vores Skrøbelige Planet"-essay konkurrence, til stor vrede hos hans klassekammerat Wendy, der med det samme mistænker ham for at snyde. Resten af byen bliver hektisk af begejstring, da de finder ud af at den kendte tv-vært Kathie Lee Gifford har planer om at komme til South Park for at give Cartman en pris på nationalt tv. Borgmester McDaniels planlægger et stort event for at vise byen frem, med håbet om at det vil gavne hendes egen karriere. Hun ansætter Chef til at synge til eventet, uanende at Chef har planer om at forfører Gifford gennem sin sang. Mr. Garrison instruere et teaterstykke med skolebørnene, der viser South Parks historie, der skal opføres til eventet. Borgmester McDaniels bliver forfærdet, da hun opdager at det historisk korrekt stykke inkludere børn der spiller pionere angriber og brutalt banker de elever der spiller indfødte amerikanere.
Uden at resten af byen ved det, genoplever Mr. Garrison en traumatisk barndomsminde, i hvilke en ung Gifford slår ham i et nationalt talent show. Mr. Garrison bliver manipuleret af sin hånddukke, Mr. Hat, til at snigmyrde Gifford i ren hævnagt. Han køber en stor riffel fra Jimbos pistol-butik og planlægger at skyde hende fra et vindue i et bogdepot. I mellem er Cartman opstemt over at skulle på direkte fjernsyn
og Borgmester McDaniels instruere ham i at komme i form til Giffords besøg. Senere ser Cartman en tv-reklame for "Weight Gain 4000", et bodybuiling-supplement, og han spørger sin mor om hun ikke vil købe det til ham. Cartman bliver ekstremt fed at produktet, selvom han tror han er i fantastisk form og den overskydende vægt er ren muskel. Tilbage i skolen kigger Wendy Mr. Garrisons papirer igennem og finder ud af at Cartman HAR snydt i konkurrencen, ved at skrive sig navn på en kopi af Walden af Henry David Thoreau. Wendy finder også ud at Mr. Garrisons mordplaner og får hendes ven Stans hjælp til at stoppe ham. 
Det meste af byen deltager i fejringen og Mr. Garrison indtager hans position i bogdepotet. Men da Gifford nærmer sig, bliver han frustreret over at se at hun befinder sig inden i en boble af skudsikkert glas, sat fast på toppen af en bil. Wendy og Stan ankommer og prøver uden held at stoppe ham, ved at sige at de forstår hans smerte, men Mr. Garrison affyre et skyd, men i stedet for at ramme Gifford, rammer han tredjeklasseseleven Kenny i hovedet. Kenny bliver slynget gennem luften og spiddet på en flagstang. Giffords bodyguards for Gifford væk, hvilket koster en skuffet Cartman hans chance for at komme i tv. Wendy går på scenen og afslører at Cartman snød med sit essay, men folk er for oprevet over Giffords afgang, til at det interessere sig for det. Mr. Garrison bliver taget til et psykiatrisk hospital, hvor Mr. Hat bliver lagt i spændetrøje. Mr. Garrison undskylder til børnene for at koste byen at komme i tv, selvom Kyle fortæller ham at Cartman nu deltager i "Geraldo", på grund af hans enorme overvægt. Mens han er på direkte tv råber Cartman "Følge dine drømme. Du kan' nå dine mål, jeg er et levende bevis... Beefcake, BEEFCAKE!". Afsnittet ender med at Chef har sex med Gifford mens de ser Geraldo, hvortil Chef siger at Cartman har behov for at "bevæge hans røv rundt om kvarteret et par gange".